# 东山街道 (长沙市)
东山街道，是中华人民共和国湖南省长沙市雨花区下辖的一个乡镇级行政单位。

## 行政区划
东山街道下辖以下地区：
东山社区筹委会、长托社区筹委会、边山社区筹委会、侯照社区筹委会、黎明社区筹委会、东山镇社区、黎郡社区、粟塘社区筹委会二、川河社区筹委会二和南雅社区。